# Krateva

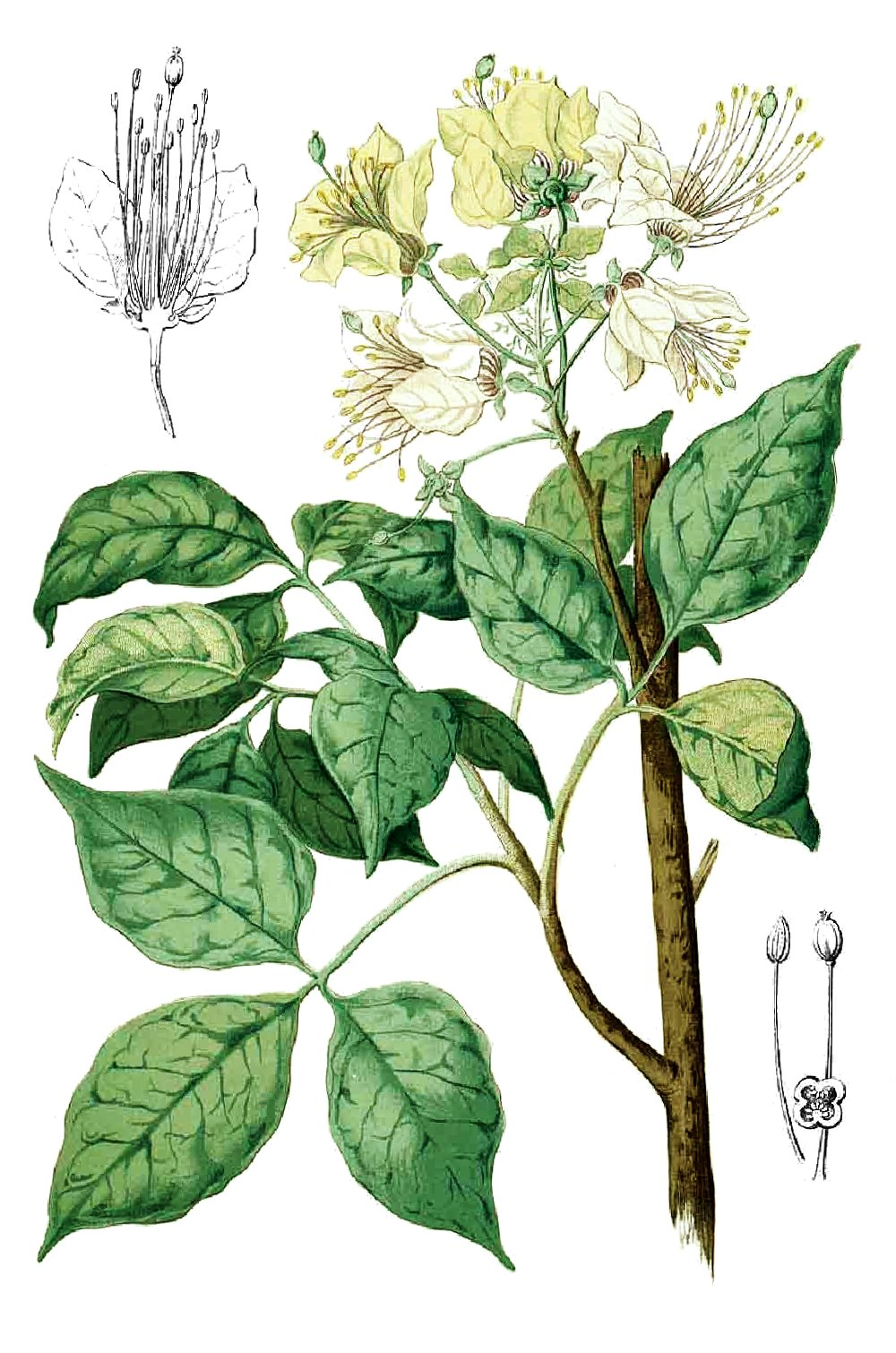
Ilustrace Crateva religiosa z 80. let 19. století

Krateva (Crateva, dříve též Crataeva) je rod rostlin z čeledi kaparovité. Jsou to dřeviny s trojčetnými střídavými listy a nápadnými, lehce dvoustranně souměrnými květy. Plodem je bobule na dlouhé stopce. Rod zahrnuje asi 21 druhů a je rozšířen v tropech téměř celého světa. Některé druhy mají jedlé plody či květy. Jsou také využívány v tradiční indické medicíně.

## Popis
Kratevy jsou opadavé nebo stálezelené, většinou lysé stromy, dorůstající výšky až 30 metrů, nebo řidčeji keře. Větévky mohou být oblé nebo hranaté, vyplněné dření nebo duté, s lenticelami.
Listy jsou střídavé, dlouze řapíkaté, dlanitě složené ze tří (výjimečně ze 4 nebo 5) krátce řapíčkatých lístků, s drobnými, opadavými, trojúhelníkovitými palisty.
Květy jsou lehce dvoustranně souměrné, oboupohlavné nebo jednopohlavné, dlouze stopkaté, čtyřčetné, s diskovitým receptákulem, uspořádané v chocholičnatých hroznech vyrůstajících na koncích mladých větévek.
Kališní lístky jsou zelené, menší než koruna, opadavé. Korunní lístky jsou bílé, smetanové nebo žluté, nehetnaté, s vejčitou až kosočtverečnou čepelí.
Tyčinek bývá větší počet (8 až 80), nitky jsou na bázi krátce srostlé. Gynofor je 2 až 8 cm dlouhý, pouze v samčích květech redukovaný. Semeník obsahuje jedinou komůrku s mnoha vajíčky na dvou placentách, blizna je nezřetelná, knoflíkovitá, přisedlá nebo spočívající na krátké čnělce. Plodem je šedá, červená, purpurová nebo hnědá, kulovitá nebo elipsoidní, dlouze stopkatá a převislá bobule s kožovitým oplodím. Plody obsahují větší počet semen obklopených máslovitou, páchnoucí nebo čpavou dužninou (mezokarpem). Stopka, receptákulum a gynofor dřevnatějí.

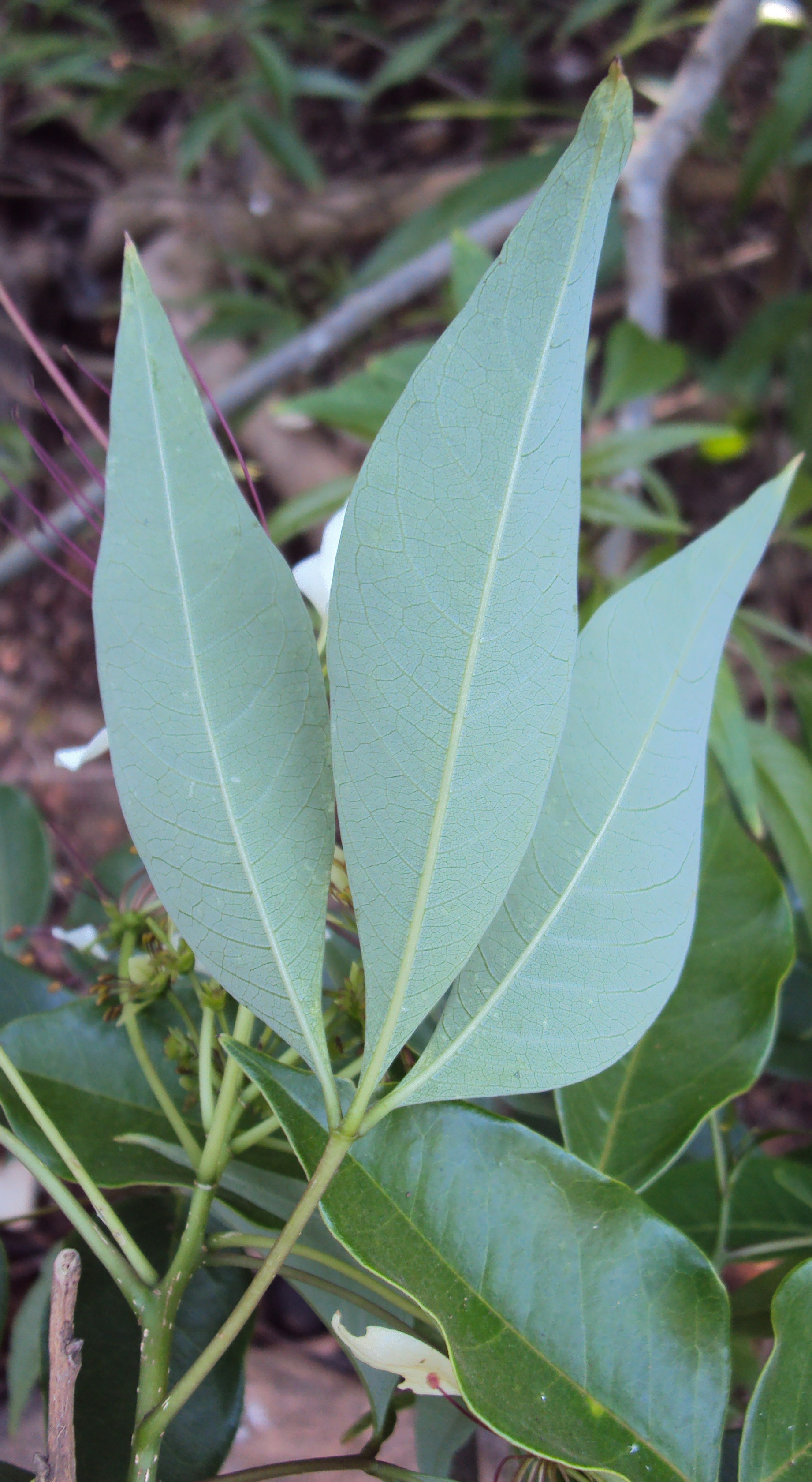
List Crateva magna
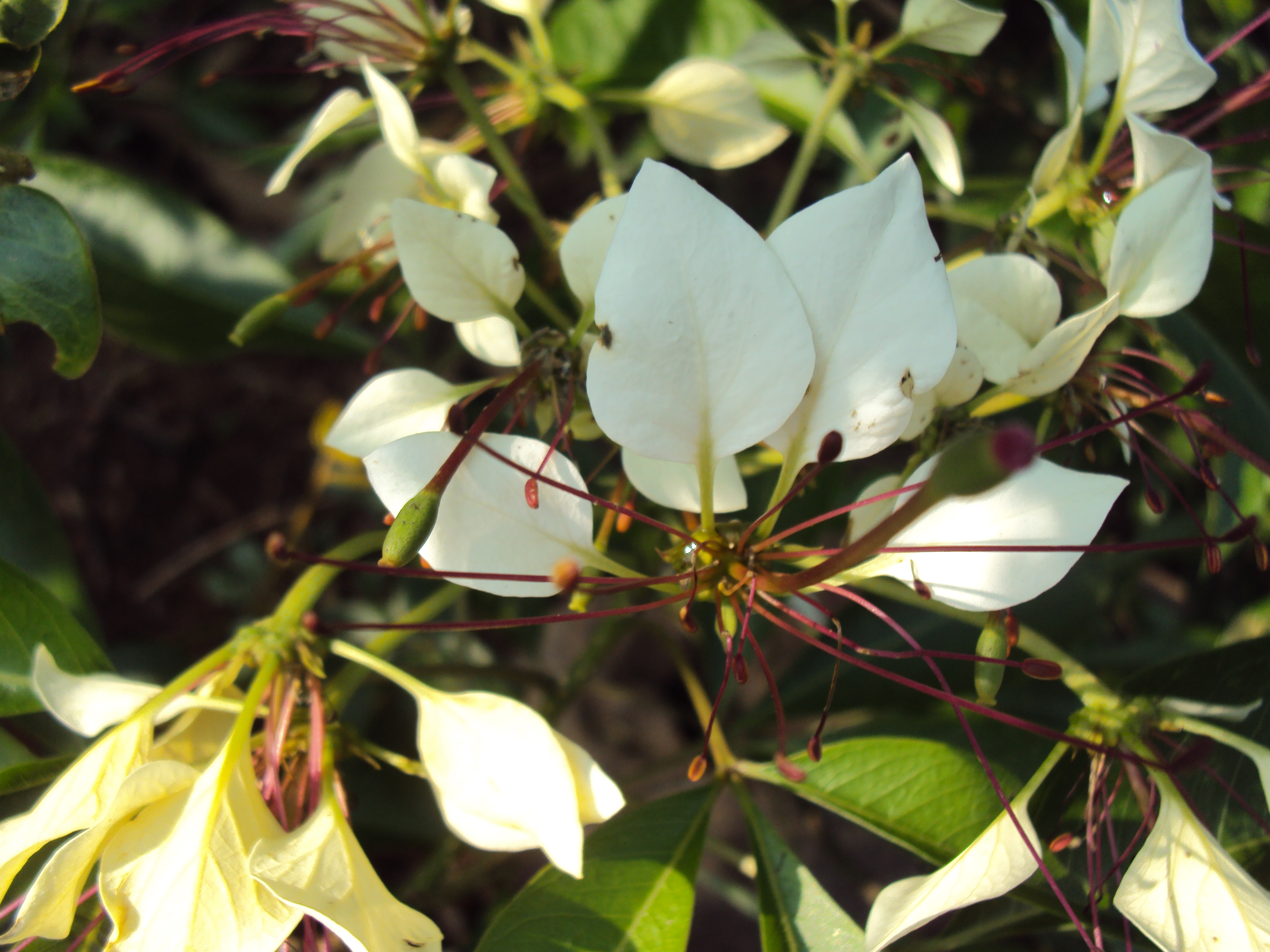
Květy Crateva religiosa
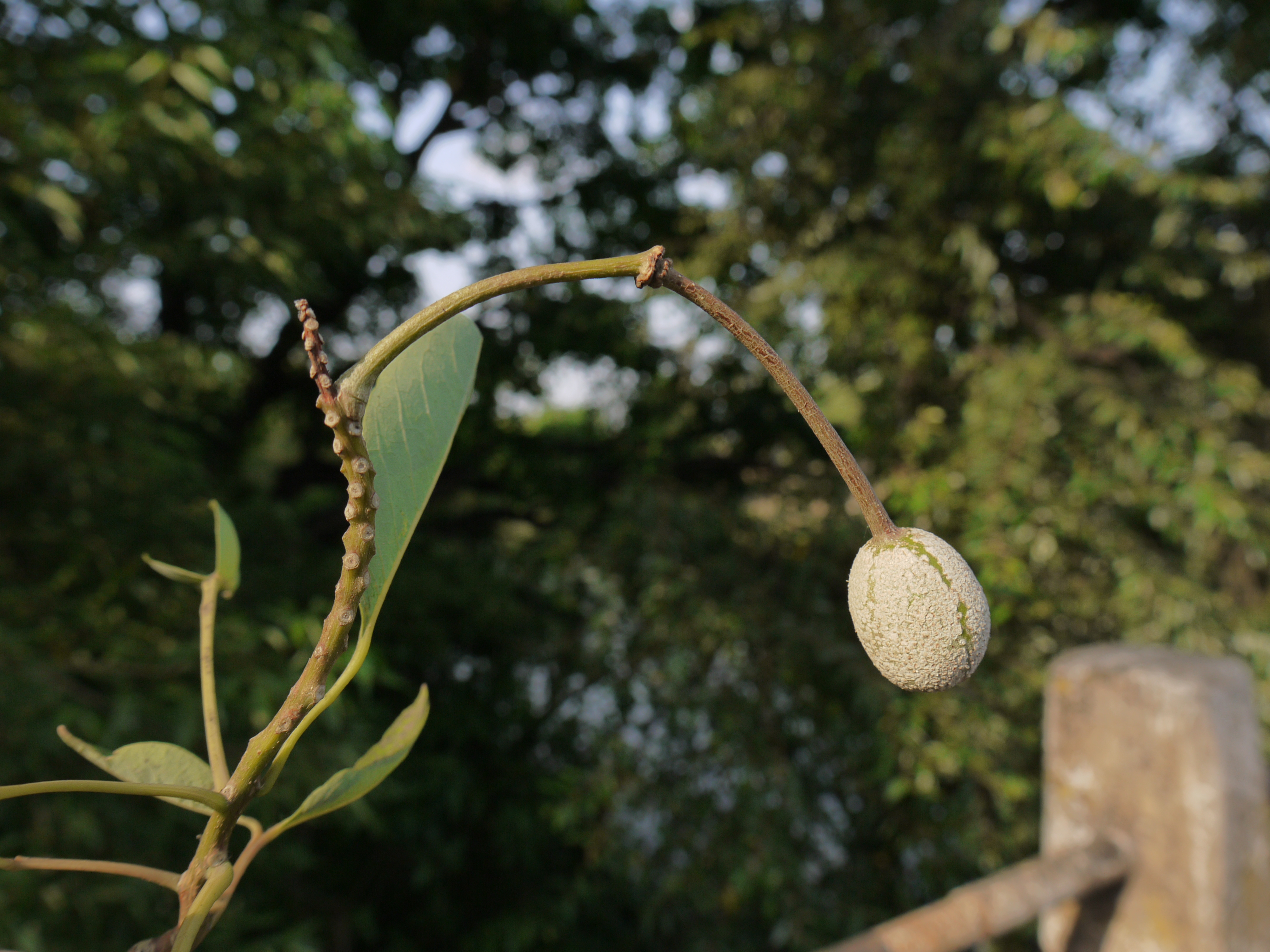
Plod Crateva adansonii

## Rozšíření
Rod zahrnuje asi 21 druhů. Je rozšířen v tropech téměř celého světa s přesahy do subtropů. Chybí na většině území Austrálie a na Nové Kaledonii. Centrum druhové diverzity je v Asii a na Madagaskaru. V Asii roste 6 druhů, areál sahá od Indie a Srí Lanky přes Čínu po Japonsko a přes Indočínu, jihovýchodní Asii a Novou Guineu po Tichomoří. Rozsáhlý areál mají v Asii zejména druhy Crateva religiosa, Crateva magna a Crateva unilocularis. Druh Crateva religiosa zasahuje jako jediný i do australského Queenslandu (pouze na Yorský poloostrov). Ze subsaharské Afriky je uváděno 5 druhů, největší areál má C. adansonii. Chybí na jihu a jihozápadě kontinentu. Celkem 6 druhů jsou endemity Madagaskaru.
V tropické Americe se rod ve 4 druzích vyskytuje od Mexika po severní Argentinu a také na Karibských ostrovech. Největší areál má Crateva tapia.
Crateva religiosa je vysoký strom, běžně rozšířený v tropické Asii (zejména v Indii, Myanmaru a Srí Lance).

## Ekologické interakce
Různé druhy kratev jsou přizpůsobené různým opylovačům.
Květy asijského druhu Crateva religiosa navštěvuje rozličný hmyz (zejména včely, denní i noční motýli, vosy a ploštice) a také ptáci (strdimil fialový, alexandr malý, kukačka koel, holub skalní).
Květy druhu Crateva tapia z tropické Ameriky jsou opylovány netopýry. Madagaskarský druh Crateva greveana je naproti tomu opylován lemurem maki kočičí (Phaner furcifer).
Kratevy jsou v Asii a Austrálii živnými rostlinami řady druhů motýlů z čeledi běláskovití, mj. Appias ada, Appias lyncida, Belenois java, Catopsilia pyranthe, Catopsilia scylla, Hebomoia glaucippe, Leptosia nina a Prioneris thestylis.

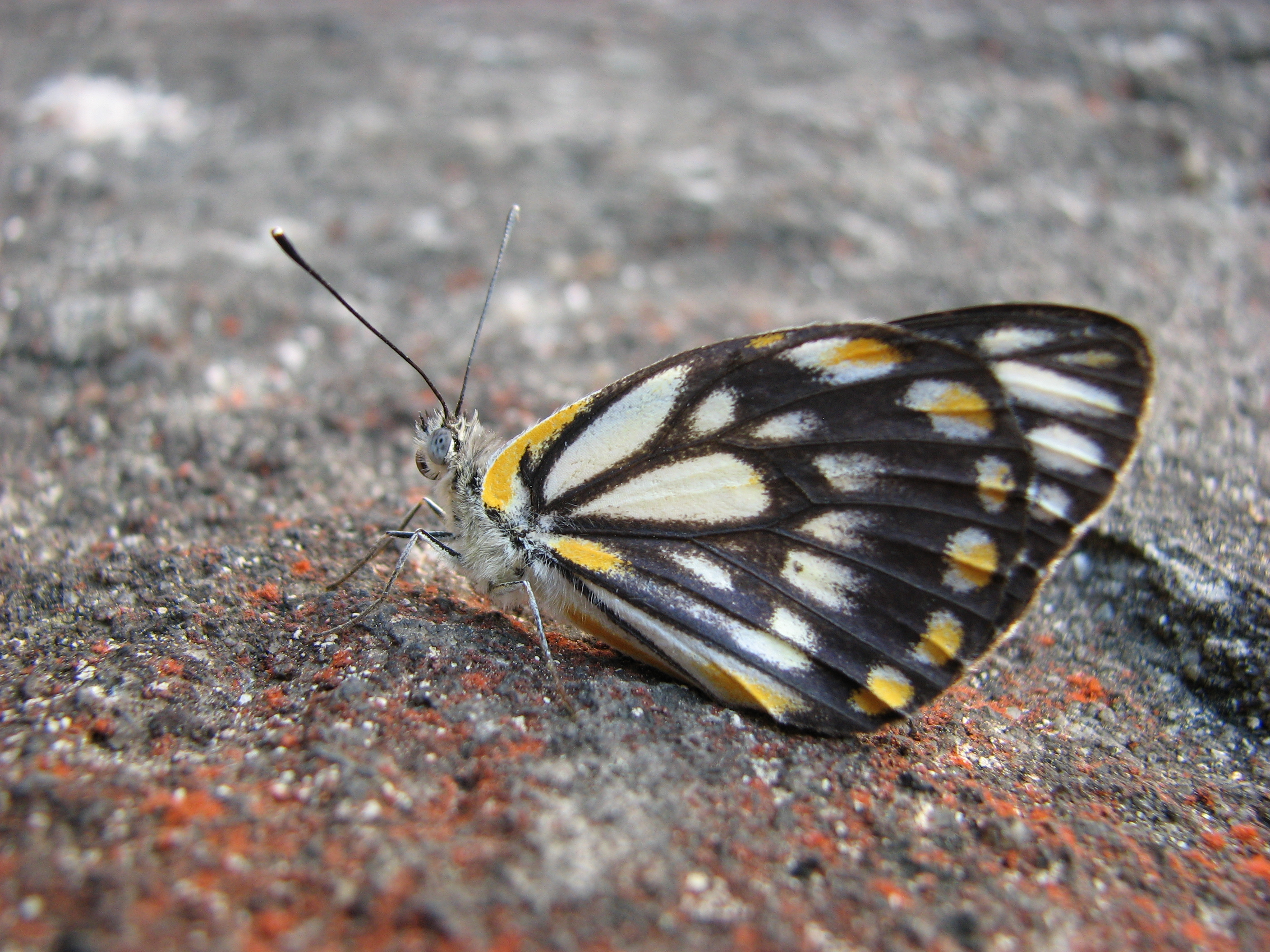
Běláskovitý motýl Belenois java
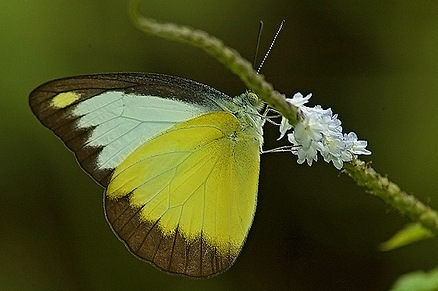
Běláskovitý motýl Appias lyncida
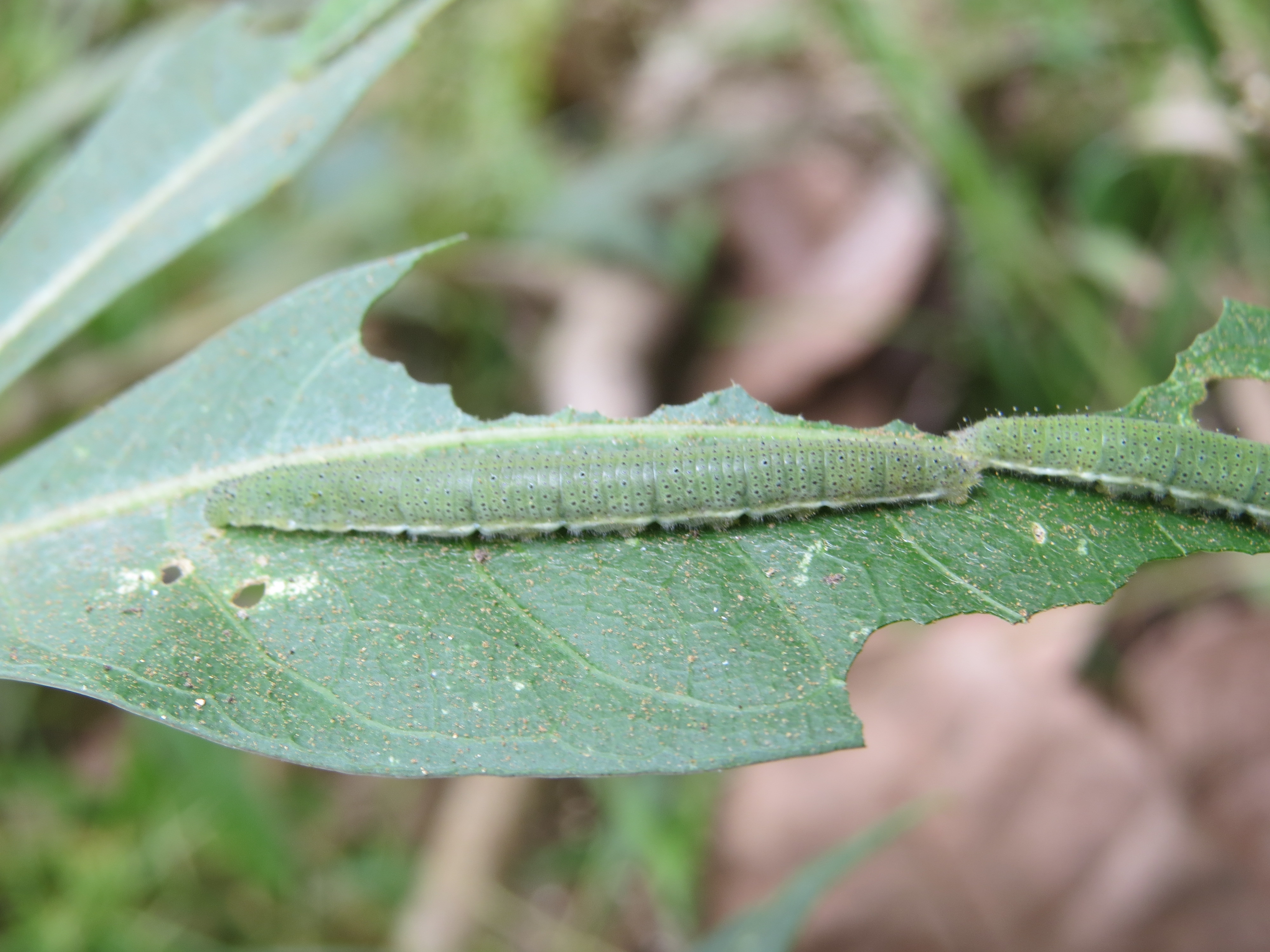
Housenka Appias lyncida na Crateva magna

## Taxonomie
Podle výsledků fylogenetických studií představuje rod Crateva bazální vývojovou větev čeledi Capparaceae. V roce 2018 byl do něj vřazen rod Euadenia (4 druhy v tropické Africe).

## Význam
Plody jihoamerického druhu Crateva tapia mají velikost menšího pomeranče a moučnatou, nasládlou, česnekově vonící dužninu. Jsou jedlé, nejsou však příliš chutné.
V Indočíně jsou konzumovány plody Crateva magna, na Madagaskaru Crateva obovata. V rovníkové Africe se z mladých výhonů Crateva religiosa připravuje špenát. Konzumují se také květy některých druhů, jmenovitě Crateva magna, Crateva religiosa a Crateva adansonii. Crateva religiosa je v Asii pěstována v zahradách jako okrasná i užitková rostlina.
Druhy Crateva adansonii, Crateva magna, Crateva nurvala a Crateva religiosa mají význam v tradiční indické medicíně. V tropické Americe slouží jako léčivá rostlina Crateva tapia. Plody tohoto druhu také poskytují purpurové barvivo.